# 860 Ursina
860 Ursina
860 Ursina là một tiểu hành tinh ở vành đai chính. Nó được Max Wolf phát hiện ngày 22.01.1917 ở Heidelberg. Không biết rõ nguồn gốc tên của nó.